# Luis Abarca
Luis Hernán Abarca Aravena (28 giugno 1965) è un ex calciatore cileno, di ruolo difensore.